# Ashton Lambie

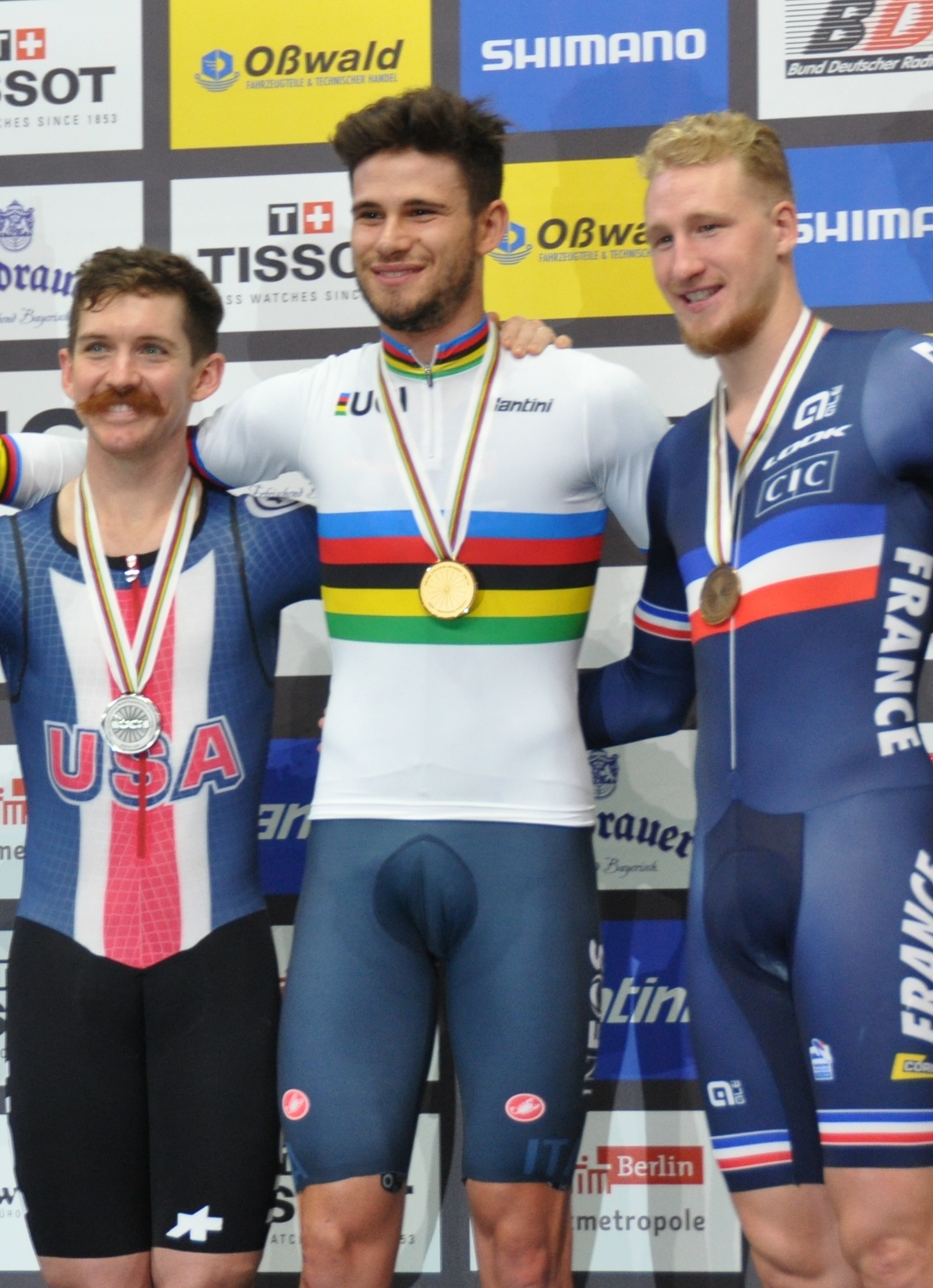
2020 wurde Lambie (l.) Vize-Weltmeister in der Einerverfolgung.

Ashton Lambie (* 12. Dezember 1990 in Lincoln, Nebraska) ist ein US-amerikanischer Radsportler, der auf der Bahn, im Gravelbereich sowie bei Ultra-Distanzfahrten aktiv ist.

## Sportliche Laufbahn

### Radsport
Ashton Lambie, von Beruf Zweiradmechaniker, betrieb ursprünglich vorrangig Radsport im Gravelbereich (von engl. Gravel, Schotter, Rennen auf unbefestigten Wegen), einer alternativen Radsportbewegung. 2015 stellte er einen neuen Rekord (24 Stunden, 53 Minuten) bei der Fernfahrt Crossing Kansas auf. Im Jahr darauf belegte er bei den Gravel-Weltmeisterschaften Rang zwei sowie Platz sechs bei Dirty Kanza. Zudem wurde er Meister von Kansas im Scratch und im 1000-Meter-Zeitfahren auf der Bahn und 2017 Meister von Florida im Scratch, im Punktefahren sowie in der Einerverfolgung. Angesichts dieser Erfolge startete er zunehmend bei Bahnrennen, auch international.
2017 wurde Ashon Lambie US-amerikanischer Meister in der Einerverfolgung auf der Bahn; im Omnium sowie im Punktefahren wurde er Vize-Meister. Den die Fachwelt überraschende Erfolg des Amateur-Sportlers verglich die US-amerikanische Radsport-Webseite Bicycling mit dem der jamaikanischen Bobmannschaft, als sie sich für die Olympischen Winterspiele 1988 qualifizierte. Daraufhin bestritt er seine ersten internationalen Bahnrennen: Bei den Panamerikameisterschaften im selben Jahr wurde er Fünfter in der Einerverfolgung, beim Lauf des Bahnrad-Weltcups 2017/18 in Santiago de Chile errang er mit dem US-Vierer Bronze. Beim folgenden Weltcup-Lauf in Minsk belegte er in der Verfolgung Rang fünf, bei den Bahnweltmeisterschaften 2018 Rang sieben.
Am 1. September 2018 wurde Ashton Lambie zweifacher Panamerikameister, in der Einer- sowie in der Mannschaftsverfolgung. Dabei stellte er in der Qualifikation der Einerverfolgung einen neuen Weltrekord über 4:07,251 Minuten auf und verbesserte damit den Rekord des Australiers Jack Bobridge über 4:10,534 Minuten aus dem Jahr 2011. Seitdem wird Lambie, der einen auffälligen roten Schnäuzer trägt, „the fastest moustache in the world“ („schnellster Schnurrbart der Welt“) genannt.
Im Mai 2019 gewann Lambie das Dirty Kanza über die Distanz von 100 Meilen. Im September 2019 stellte er bei den panamerikanischen Bahnmeisterschaften in der Qualifikation der Einerverfolgung einen neuerlichen Weltrekord (4:06,407) auf, den er einen Tag später im Finale wiederum auf 4:05,423 Minuten verbesserte. Bei den UCI-Bahn-Weltmeisterschaften 2020 in Berlin wurde er Vize-Weltmeister in der Einerverfolgung.
Am 18. August 2021 verbesserte Ashton Lambie den Weltrekord über 4000 Meter, die Distanz der Einerverfolgung, neuerlich auf 3:59,930  Minuten und ist somit der erste Radrennfahrer, der diese Distanz unter vier Minuten bewältigte. Seine Fahrt fand im Velódromo Bicentenario im mexikanischen Aguascalientes statt, die auf 1800 Meter Seehöhe liegt. Im Oktober des Jahres wurde er Weltmeister in der Einerverfolgung.
Anfang 2022 kündigte Lambie an, seinen Fokus künftig auf off-road wie Gravel- und Mountainbikerennen zu legen und für das Team Jukebox Cycling zu fahren.

### America’s Cup
Seit 2023 bereitet sich Ashton Lambie als Cyclor auf die Teilnahme am 37. America’s Cup vor. Als solcher wird er gemeinsam mit weiteren Männern das hydraulische System der Yacht des Teams American Magic mit Beinkraft antreiben.

## Privates
Lambie ist liiert mit der ehemaligen Radrennfahrerin Christina Birch (Stand 2021).

## Erfolge
2017
- US-amerikanischer Meister – Einerverfolgung

2018
- Panamerikameister – Einerverfolgung, Mannschaftsverfolgung (mit Eric Young, Gavin Hoover und Colby Lange)
- US-amerikanischer Meister – Einerverfolgung
- Weltcup in London – Mannschaftsverfolgung (mit John Archibald, Daniel Bigham und Jonathan Wale)

2019
- US-amerikanischer Meister – Einerverfolgung, Mannschaftsverfolgung (mit Shane Kline, Colby Lange und Grant Koontz)
- Panamerikaspielesieger – Mannschaftsverfolgung (mit Gavin Hoover, John Croom und Adrian Hegyvary)
- Panamerikameister – Scratch, Einerverfolgung
- Panamerikameisterschaft – Mannschaftsverfolgung (mit John Croom, Eric Young und Daniel Holloway)

2020
- Weltmeisterschaft – Einerverfolgung

2021
- Nations’ Cup in Hongkong – Einerverfolgung
- Weltmeister – Einerverfolgung

## Teams
- 2018/19 Huub Wattbike Test Team (Bahn)